# Barleeia orcutti
Barleeia orcutti is een slakkensoort uit de familie van de Barleeiidae. De wetenschappelijke naam van de soort is voor het eerst geldig gepubliceerd in 1920 door Bartsch.